# Barrage de Pubugou
 (novembre 2017).
Si vous disposez d'ouvrages ou d'articles de référence ou si vous connaissez des sites web de qualité traitant du thème abordé ici, merci de compléter l'article en donnant les références utiles à sa vérifiabilité et en les liant à la section « Notes et références ».
Le barrage de Pubugou est un barrage en Chine. Il est associé à une centrale hydroélectrique de 3 300 MW. Le barrage a nécessité le déplacement et la reconstruction d'une grande partie de la ville de Hanyuan.

## Description
Sa production électrique annuelle est estimée à 14,6 TWh.